# 史大奈

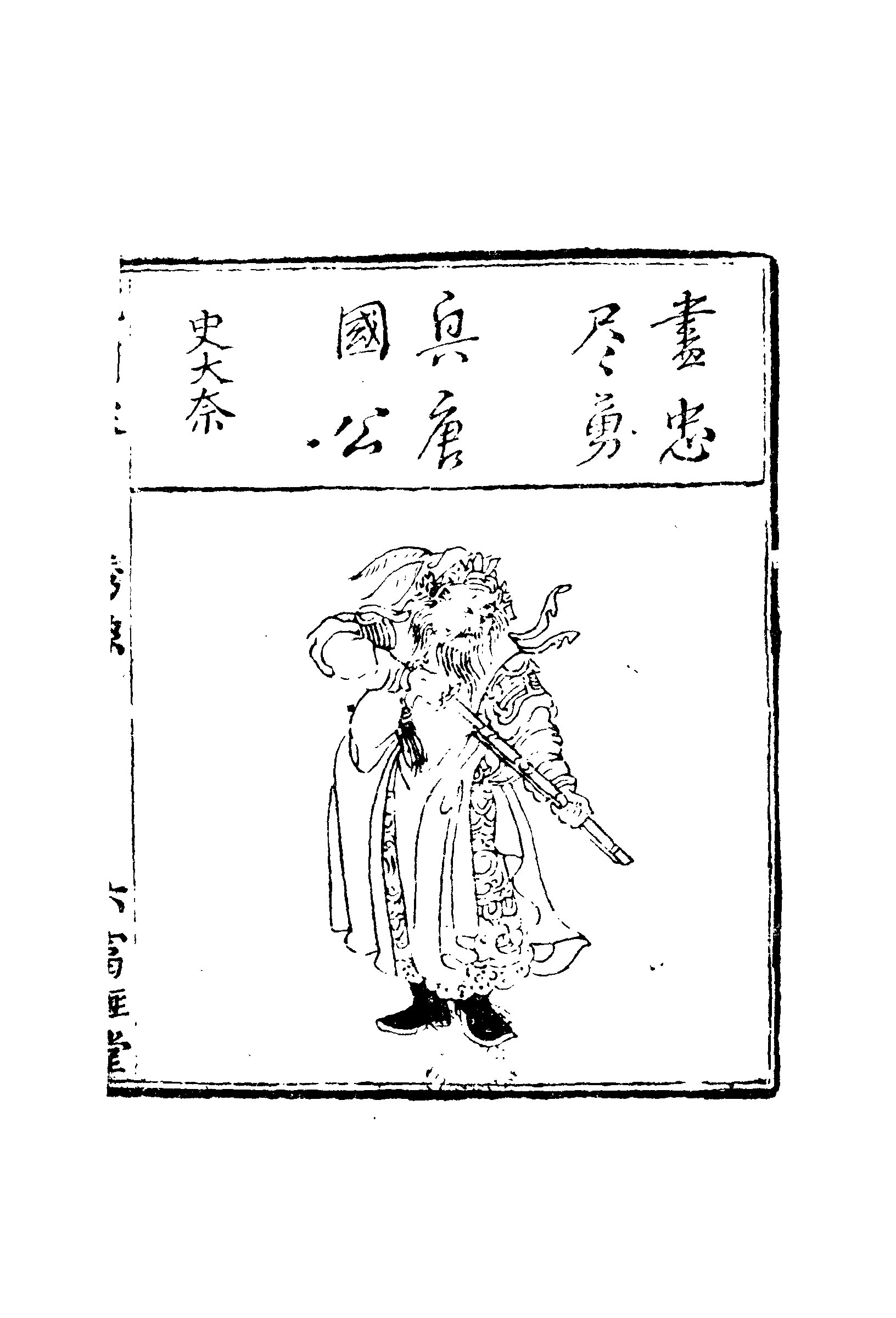
史大奈

史 大奈（し だいな、生没年不詳）は、中国の唐の軍人。もとの姓は阿史那。

## 経歴
はじめ西突厥の特勤であった。処羅可汗とともに隋に入朝し、煬帝に仕えた。高句麗遠征に従軍し、功績により金紫光禄大夫の位を受けた。のちに楼煩で部衆を分領した。
617年、李淵が太原で起兵すると、史大奈はその部衆を引き連れて李淵の麾下に属した。隋将の桑顕和が飲馬泉で唐軍に抗戦すると、唐の諸軍が退却する中、史大奈は騎兵数百を率いて桑顕和の背後を攻撃し、これを破ると、唐軍の士気は高揚した。功績により光禄大夫の位を賜った。長安の平定に従い、賞賜として帛五千匹を受け、史姓と改められた。秦王李世民の下で薛挙・王世充・竇建徳・劉黒闥らと戦った。貞観初年、右武衛大将軍に累進し、豊州都督を検校し、竇国公に封ぜられ、食封三百戸を受けた。死後、輔国大将軍の位を贈られた。

## 伝記資料
- 『新唐書』巻一百一十 列伝第三十五「史大奈伝」